# Ioan Botezan
Ioan Botezan (n. 17 august 1867, Blaj – d. 3 iunie 1929, Agârbiciu, Sibiu) a fost un preot român – unit și delegat la Marea Adunare Națională de la Alba Iulia din 1 decembrie 1918.

## Date biografice
A urmat cursurile școlii primare, ale învățământului liceal și a absolvit Facultatea de Teologie din Blaj.
A fost internat, timp de 20 de luni, între anii 1916 – 1918, în Lakompak (Sopronul din Ungaria) pentru ținuta sa românească-nedesmințită.
A fost delegat din partea Protopopiatului Agnita, la Marea Adunare Națională de la Alba – Iulia din 1 decembrie 1918 la care s-a decretat unirea Transilvaniei cu România.
A murit după 35 de ani de păstorire.